# Джорджевич, Славолюб
Славолюб Джорджевич (серб. Славољуб Ђорђевић; род. 15 февраля 1981, Белград, Югославия) — югославский и сербский футболист, защитник.

## Карьера
Начинал карьеру в 1998 году в составе «Раднички». В следующем году перешёл в болгарский «Спартак Варна» и был членом клуба до середины 2003 года. За это время он выступал в качестве аренды в нескольких югославских и боснийских клубах и за сам «Спартак» сыграл лишь 10 матчей.
В середине 2003 года Жоржевич подписал контракт с флагманом сербского футбола — клубом «Црвена Звезда». В составе «Црвены» Жоржевич выступал весьма удачно и за два с половиной сезона проведённых в клубе, сыграл 44 матча. Летом 2005 года им заинтересовался российская «Алания» и вскоре он подписал контракт с владикавказским клубом. В «Алании» не смог проявить себя как в «Црвене Звезде» и 2006 год провёл в аренде у двух украинских клубов — «Волыни» и «Кривбасса». В начале 2007 года перешёл в ярославский «Шинник» и за два сезона сыграл за «Шинник» 33 матча. В начале 2009 года перешёл в качестве аренды в австрийский «Альтах» и сыграл за этот клуб 13 матчей.
Летом того года вернулся в Сербию и снова перешёл в белградскую «Црвену Звезду». За два сезона в белградской команде, Жоржевич сыграл 33 матча. В начале 2011 года подписал контракт с клубом из Узбекистана — ташкентским «Бунёдкором». За «Бунёдкор» выступал до конца 2013 года и за это время сыграл в 39 матчах и забил один гол.

## Достижения
«Леотар»
- Чемпион Боснии и Герцеговины: 2002/2003

 «Шинник»
- Чемпион Первого дивизиона : 2007

/ «Црвена Звезда»
- Обладатель Кубка Сербии и Черногории: 2004
- Обладатель Кубка Сербии: 2010

 «Бунёкдор»
- Чемпион Узбекистана: 2011, 2013
- Серебряный призёр Чемпионата Узбекистана: 2012
- Обладатель Кубка Узбекистана: 2012, 2013